# سلاحف سيشوان
سلاحف سيشوان (الاسم العلمي: †Sichuanchelyidae) هي فصيلة من السلاحف ذات الدرع المنقرضة. أنشأت فصيلة سلاحف سيشوان في الأصل لاستيعاب جنس السلحفاة الآسيوية المكتشف من فترة الجوراسي المتأخر والتي سميت سلحفاة سيشوان وكانت تعتبر أحادية النمط حتى قام جويس وآخرون في 2016 بإعادة تصنيف جنس سلحفاة منغوليا من العصر الطباشيري Mongolochelys واعتبارها أقرب قريب لسلحفاة سيشوان.